# Pueblo Alimaña
Pueblo Alimaña es el sexto álbum de estudio de la banda colombiana 1280 Almas. Fue lanzado oficialmente 29 de septiembre de 2012, producido por la banda en su sello independiente La Coneja Ciega, y publicado en plataformas digitales y en CD. Fue producido por Juan Carlos Rojas, bajista del grupo, y masterizado por Felipe López. La carátula del disco muestra a los próceres de la Independencia rodeados de símbolos alusivos a Las Almas.
Después de casi 6 años de no publicar un larga duración, y tras la aparición de muchos sencillos, la banda regresó con uno de los mejores trabajos que han realizado, un disco con temas muy cercanos al momento político y social del país, y con una interesante mezcla de sonidos tradicionales y rock.

## Álbum
La promoción comenzó con la descarga gratuita de la canción "Surfiando en sangre", con la cual el grupo incursionaba en la interpretación del surf rock; este tema fue interpretado por la banda como primicia en el Festival de Rock al Parque 2009, logrando una interesante acogida por sus seguidores, por lo que se escogió como un sencillo adicional del primer álbum en vivo de la banda. Bajo la misma modalidad de descarga gratuita se publicarían los siguientes tres sencillos del álbum. Finalmente, el 29 de septiembre de 2012 se llevó a cabo el esperado lanzamiento de Pueblo Alimaña, presentado en concierto a todos sus seguidores en el simbólico Teatro Jorge Eliécer Gaitán, elegido, entre otras cosas, porque fue el lugar que los vio nacer, y en donde se compuso uno de los discos más importantes del grupo, La 22.
Las canciones de este disco muestran como es común en Las Almas una interacción con géneros variados que van desde temas hardcore-punk como «Antipatriota» o «DHZ», baladas rock como «Flor de Insumisión», «Huellas en la Arena», «Tu Sonrisa», así como una nueva versión, esta vez a Bob Marley en «Incendio y Saqueo» donde el grupo acaricia géneros como el reggae rock. En la grabación y composición de «La Cintura del Pacífico» participó Urián Sarmiento, exbaterista del grupo, interpretando la marimba.

## Lista de temas
Todas las canciones escritas y compuestas por 1280 Almas , excepto donde está anotado. 
| Pueblo Alimaña |                                                                           |          |  |
| N.º            | Título                                                                    | Duración |  |
| 1.             | «Animalito»                                                               | 3:18     |  |
| 2.             | «Sin Remitente»                                                           | 3:18     |  |
| 3.             | «Surfiando en Sangre»                                                     | 3:12     |  |
| 4.             | «Flor de Insumisión»                                                      | 4:46     |  |
| 5.             | «Antipatriota»                                                            | 3:21     |  |
| 6.             | «Huellas en la Arena»                                                     | 6:08     |  |
| 7.             | «DHZ»                                                                     | 4:49     |  |
| 8.             | «Tu Sonrisa»                                                              | 4:37     |  |
| 9.             | «Incendio y Saqueo» (Versión libre de "Burnin' and lootin" de Bob Marley) | 4:51     |  |
| 10.            | «La Cintura del Pacífico»                                                 | 4:06     |  |
| 11.            | «Infiltrados por el Terrorismo»                                           | 2:55     |  |
| 12.            | «Rockeros Muertos»                                                        | 5:26     |  |
| 50:47          |                                                                           |          |  |

## Músicos
- Fernando del Castillo - voz.
- Leonardo López - percusión latina.
- Juan Carlos Rojas - bajo.
- Hernando Sierra - guitarra.
- Juan David Rubio - batería.